# Mihai Mihuț
Mihai Radu Mihuț (16 marzo 1995) è un lottatore rumeno, specializzato nella greco-romana, campione europeo nella categoria 63 chilogrammi a Kaspiysk 2018.

## Palmarès
- Europei

Kaspiysk 2018: oro nei 63 kg.
- Mondiali U23

Bucarest 2018: bronzo nei 63 kg.
- Europei U23

Istanbul 2008: oro nei 63 kg.
- Mondiali junior

Salvador da Bahia 2015: bronzo nei 60 kg.